# زترن
زترن (به انگلیسی: Zethrene) یک ترکیب شیمیایی است و جرم مولی آن ۳۰۲٫۳۶۸ است.